# Vorderthal
Vorderthal je obec ve švýcarském kantonu Schwyz. Žije zde přibližně 1 000 obyvatel.

## Geografie

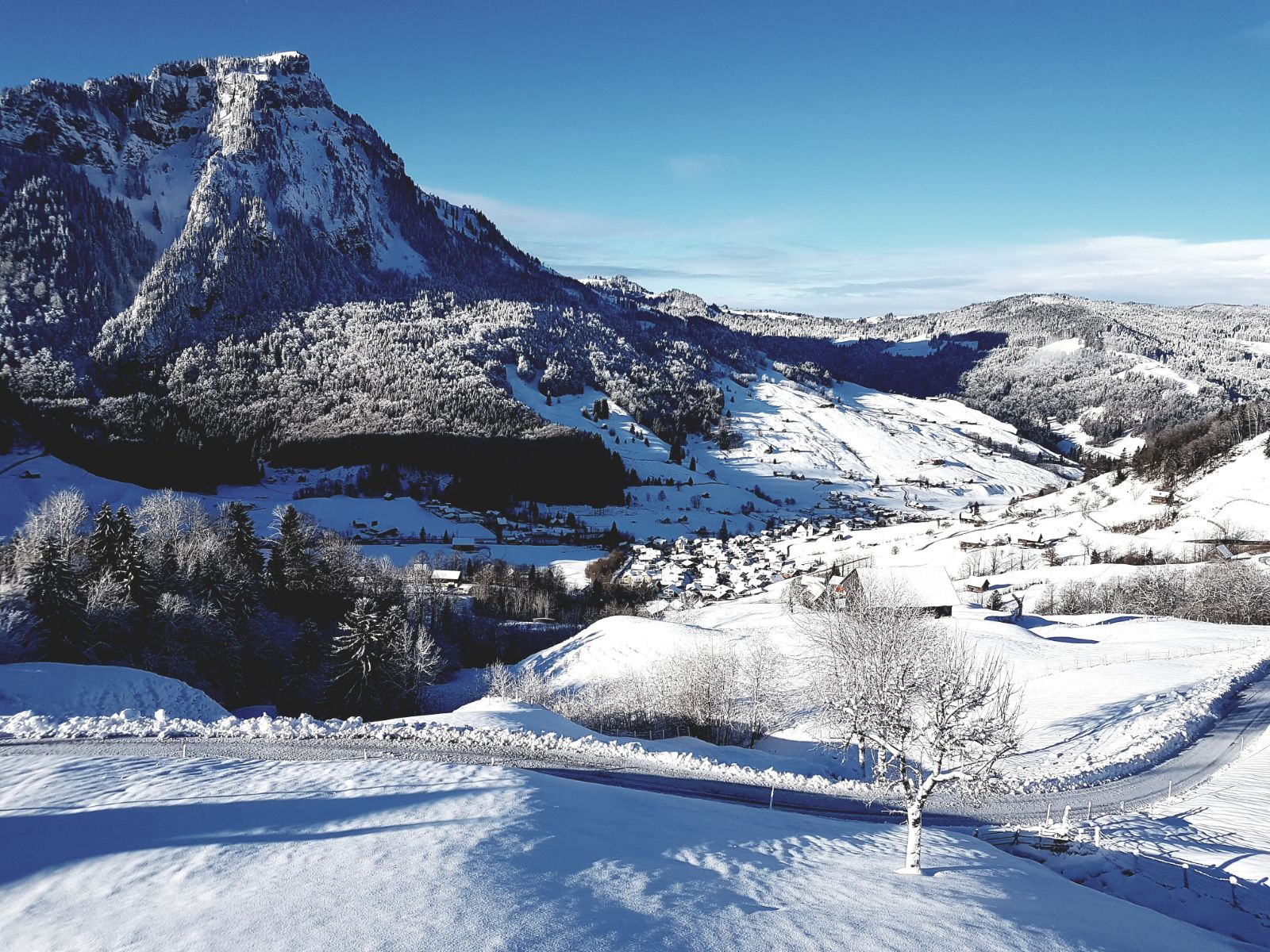
Vorderthal v zimě

Vorderthal leží na úpatí Gross Aubrigu na začátku průsmyku Sattelegg. Území obce začíná v nadmořské výšce 602 m a sahá až do výšky 1695 m na Aubrigu. Samotná obec se nachází v mírné kotlině obklopené zalesněnými kopci. Jako původní vysokohorská pastevní oblast údolních obcí v březnu je údolí Wägital stále silně charakterizováno zemědělstvím. Zemědělská plocha tvoří 35 % a zalesněná a lesní plocha 60 % rozlohy obce, přičemž asi 3 % jsou neproduktivní.

## Historie

Letecký pohled (1935)

První osídlení Wägitalu lze datovat do období kolem roku 406. První zmínka o oblasti je z roku 1257 pod názvem Wegental.
Vláda hrabství Alt-Rapperswil nad Wägitalem trvala až do roku 1350. Obě obce Vorderthal a Innerthal se oddělily v roce 1776. Farnost následovala v roce 1816 a od roku 1999 je opět spojena s farností Innerthal v římskokatolickou farnost Wägital. Po určitých obtížích byla v roce 1861 dokončena silnice přes soutěsku do Wägitalu. Silnice Satteleggstrasse byla vybudována v letech 1940 až 1942. Ta vytvořila spojení s údolím Sihlu a středním Švýcarskem a dala údolí nové možnosti spojení a obchodu.

## Obyvatelstvo
| Vývoj počtu obyvatel | Vývoj počtu obyvatel | Vývoj počtu obyvatel | Vývoj počtu obyvatel | Vývoj počtu obyvatel | Vývoj počtu obyvatel | Vývoj počtu obyvatel | Vývoj počtu obyvatel | Vývoj počtu obyvatel |
| -------------------- | -------------------- | -------------------- | -------------------- | -------------------- | -------------------- | -------------------- | -------------------- | -------------------- |
| Rok                  | 1850                 | 1900                 | 1950                 | 1970                 | 1990                 | 2000                 | 2010                 |                      |
| Počet obyvatel       | 636                  | 746                  | 930                  | 873                  | 946                  | 1018                 | 1025                 |                      |

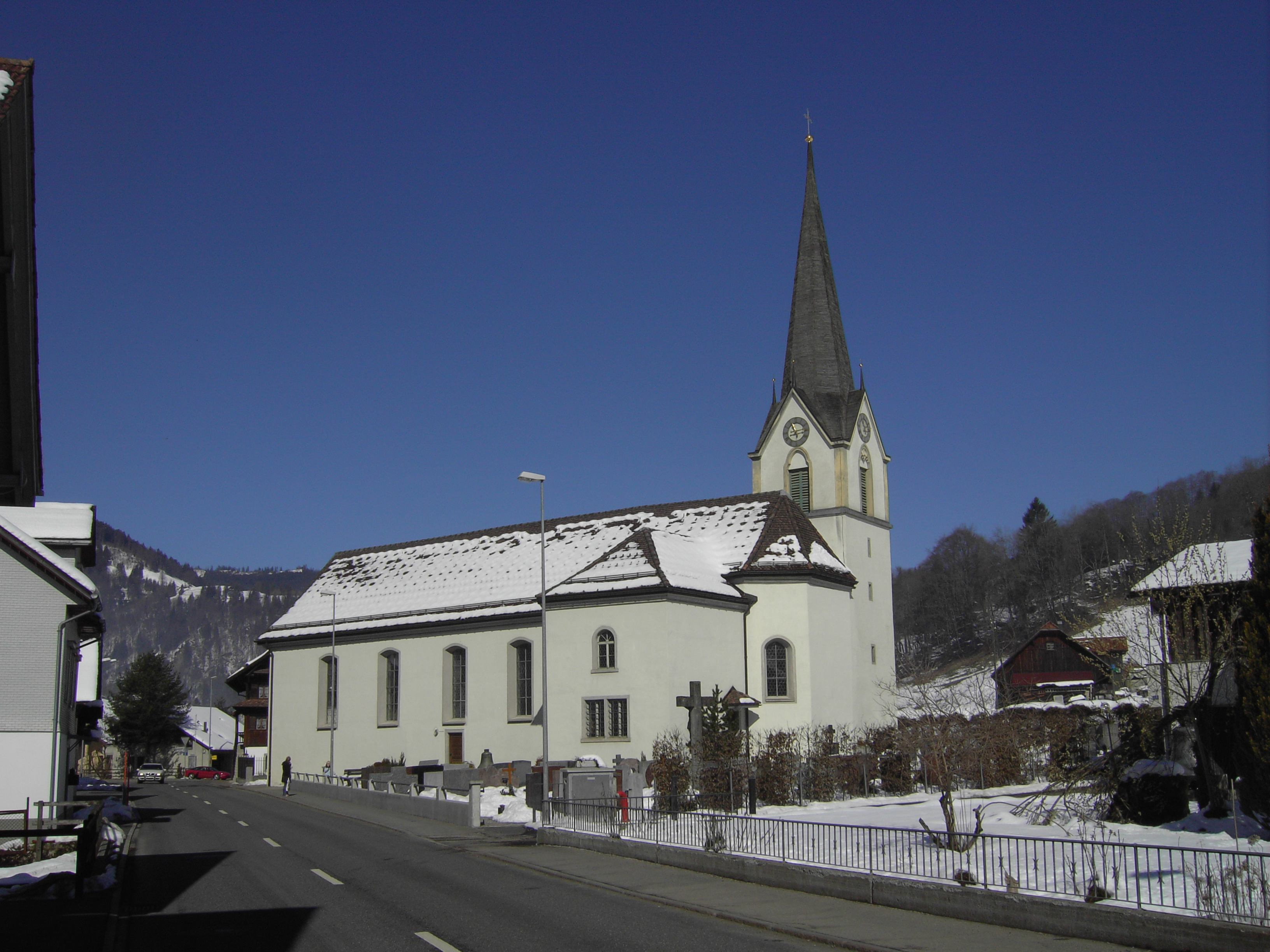
Kostel

Většina obyvatel (k roku 2000) hovoří německy (98,3 %), druhá nejčastější je albánština (0,5 %) a třetí italština (0,4 %).

## Hospodářství
Topografická a zeměpisná poloha brání zakládání průmyslových podniků. Místní průmysl pokrývá širokou škálu potřeb a je diverzifikován na hlavní a pomocné stavební obory, pohostinství a cestovní ruch, dopravu, zemědělství a lesnictví.
AG Kraftwerk Wägital vyrábí elektřinu v elektrárnách, z nichž některé se nacházejí ve Vorderthalu (např. v Rempenu). Elektrárenskou společnost, a tedy i všechny elektrárny, vlastní po 50 % společnosti Nordostschweizerische Kraftwerke (NOK) a Elektrizitätswerk der Stadt Zürich (EWZ).
58,9 % zaměstnaných obyvatel má pracoviště mimo obec, většinou v jiných obcích v okolí, případně v okresním městě Lachen.

## Doprava
Nejbližší sjezdy z dálnice jsou v Lachenu a Reichenburgu, oba vzdálené asi 15 km. Do Wägitalu jezdí autobusová linka Postauto z Uznachu přes Siebnen-Wangen.